# Tom Selleck
Thomas William Selleck (n. 29 ianuarie 1945) este un actor și producător de film american. El este cunoscut pentru rolul detectivului particular Thomas Magnum din serialul de televiziune Magnum, P. I. (1980-1988), pentru care a câștigat Globul de Aur pentru cel mai bun actor de televiziune. Din 2010 joacă rolul comisarului de poliție Frank Reagan din serialul O familie de polițiști de pe CBS.
Selleck a apărut în mai mult de 50 de filme și seriale.

## Viața timpurie
Selleck s-a născut în Detroit, Michigan, ca fiu al lui Martha Selleck (născută Jagger), casnică, și Robert Dean Selleck (1921-2001), investitor în imobiliare. Selleck.  Familia sa s-a mutat la Sherman Oaks, California, în timpul copilăriei sale. Din familie mai fac parte fratele Robert (născut 1944), sora Martha (născut 1953) și fratele Daniel (născut 1955). Selleck a absolvit liceul Grant, în 1962.
În anii '80 a fost considerat drept un sex simbol.

## Filmografie

### Televiziune
| An               | Titlu                                                        | Rol                                   | Note                                                                     |
| ---------------- | ------------------------------------------------------------ | ------------------------------------- | ------------------------------------------------------------------------ |
| 1969             | Lancer                                                       | Dobie                                 | Episodul: "Death Bait"                                                   |
| 1969             | Judd for the Defense                                         | Deputy                                | Episodul: The Holy Ground: The Killing Parts 1 & 2                       |
| 1970             | The Movie Murderer                                           | Mike Beaudine                         | Film TV                                                                  |
| 1971             | Sarge                                                        | Captain Denning                       | Episodul: "The Combatants"                                               |
| 1973             | Wide World Mystery                                           | Mark Brolin                           | Episodul: "Shadow of Fear"                                               |
| 1973             | The FBI                                                      | Steve                                 | Episodul: "The Confession"                                               |
| 1973             | Owen Marshall: Counselor at Law                              | Brinkley                              | Episodul: "Snatches of a Crazy Song"                                     |
| 1974             | Marcus Welby, M.D.                                           | Lt. Rogers                            | Episodul: "Feedback"                                                     |
| 1974             | A Case of Rape                                               | Stan                                  | Film TV                                                                  |
| 1975             | Returning Home                                               | Fred Derry                            | Film TV                                                                  |
| 1974–1975 & 2005 | The Young and the Restless                                   | Jed Andrews                           | Eisoade necunoscute                                                      |
| 1975             | Marcus Welby, M.D.                                           | Sgt. Ed Brock                         | Episoade: Dark Fury Parts 1 & 2                                          |
| 1975             | Mannix                                                       | Don Brady                             | Episodul: "Design for Dying"                                             |
| 1975             | The Streets of San Francisco                                 | Jimmy Desco                           | Episodul: "Spooks for Sale"                                              |
| 1976             | Most Wanted                                                  | Tom Roybo                             | Episodul: "Pilot"                                                        |
| 1976             | Charlie's Angels                                             | Dr. Alan Samuelson                    | Episodul: "Target: Angels"                                               |
| 1977             | Bunco                                                        | Gordean                               | Film TV                                                                  |
| 1978             | Taxi                                                         | Mike Beldon                           | Episodul: "Memories of Cab 804: Part 2"                                  |
| 1978 & 1979      | The Rockford Files                                           | PI Lance White                        | Episoade: "White on White and Nearly Perfect", & "Nice Guys Finish Dead" |
| 1979             | The Chinese Typewriter                                       | Tom Boston                            | Film TV                                                                  |
| 1979             | The Sacketts                                                 | Orrin Sackett                         | Film TV                                                                  |
| 1979             | Concrete Cowboys                                             | Will Eubanks                          | Film TV                                                                  |
| 1980–1988        | Magnum, P.I.                                                 | Thomas Sullivan Magnum IV             | Rol principal, 162 episoade                                              |
| 1982             | Simon & Simon                                                | Thomas Magnum                         | Episodul: "Emeralds Are Not a Girl's Best Friend"                        |
| 1982             | The Shadow Riders                                            | Mac Traven                            | Film TV                                                                  |
| 1983             | James Bond: The First 21 Years                               | Rolul său                             | Documentar                                                               |
| 1984             | Muppet Babies                                                | Rolul său                             | Episodul: "What Do You Want to Be When You Grow Up?"                     |
| 1986             | Murder, She Wrote                                            | Thomas Magnum                         | Episodul: "Magnum on Ice: Part 2"                                        |
| 1988             | The World's Greatest Stunts: A Tribute to Hollywood Stuntmen | Rolul său                             | Documentar                                                               |
| 1995             | Broken Trust                                                 | Judge Timothy Nash                    |                                                                          |
| 1996             | Ruby Jean and Joe                                            | Joe Wade                              |                                                                          |
| 1996             | Way Out West                                                 | Rolul său                             |                                                                          |
| 1996–1997 & 2000 | Friends                                                      | Dr. Richard Burke                     | 10 episoade                                                              |
| 1997             | Big Guns Talk: The Story of the Western                      | Rolul său                             | Documentar                                                               |
| 1997             | Last Stand at Saber River                                    | Paul Cable                            | Film TV                                                                  |
| 1998             | The Closer                                                   | Jack McLaren                          | 10 episoade                                                              |
| 2000             | Running Mates                                                | Gov. James Reynolds Pryce             | Film TV                                                                  |
| 2001             | Crossfire Trail                                              | Rafael "Rafe" Covington               | Film TV                                                                  |
| 2003             | Touch 'Em All McCall                                         | Touch McCall                          | Film TV                                                                  |
| 2003             | Monte Walsh                                                  | Monte Walsh                           | Film TV                                                                  |
| 2003             | Twelve Mile Road                                             | Stephen Landis                        | Film TV                                                                  |
| 2003             | Time Machine: When Cowboys Were King                         | Rolul său                             | Documentar                                                               |
| 2004             | Biography                                                    | Narator                               | Documentar; Episodul: "Dwight D. Eisenhower: Supreme Commander-in-Chief" |
| 2004             | Reversible Errors                                            | Larry Starczek                        | Film TV                                                                  |
| 2004             | Ike: Countdown to D-Day                                      | Gen. Dwight D. Eisenhower             | Film TV                                                                  |
| 2005             | Stone Cold                                                   | Jesse Stone                           | Film TV                                                                  |
| 2006             | Boston Legal                                                 | Ivan Tiggs                            | 4 episoade                                                               |
| 2006             | Jesse Stone: Night Passage                                   | Jesse Stone                           | Film TV                                                                  |
| 2006             | Jesse Stone: Death in Paradise                               | Jesse Stone                           | Film TV                                                                  |
| 2007             | Jesse Stone: Sea Change                                      | Jesse Stone                           | Film TV                                                                  |
| 2007–2008        | Las Vegas                                                    | A.J. Cooper                           | 19 episoade                                                              |
| 2009             | Jesse Stone: Thin Ice                                        | Jesse Stone                           | Film TV                                                                  |
| 2010             | Jesse Stone: No Remorse                                      | Jesse Stone                           | Film TV                                                                  |
| 2010–2024        | Blue Bloods                                                  | NYPD Police Commissioner Frank Reagan | Rol principal                                                            |
| 2011             | Jesse Stone: Innocents Lost                                  | Jesse Stone                           | Film TV                                                                  |
| 2012             | Jesse Stone: Benefit of the Doubt                            | Jesse Stone                           | Film TV                                                                  |
| 2013             | Elway to Marino                                              | Narrator                              | ESPN 30 for 30 documentar (produs de NFL Films)                          |
| 2013             | North America                                                | Narrator                              | 7 episoade                                                               |
| 2014             | Arnie                                                        | Narrator                              | 3 episoade                                                               |
| 2015             | Jesse Stone: Lost in Paradise                                | Jesse Stone                           | Film TV                                                                  |
| 2021             | Friends: The Reunion                                         | Rolul său                             | HBO Max                                                                  |
| 2021             | Out Where The West Begins                                    | Narrator                              | Discovery+; 4 episoade                                                   |

### Film
- 1976 Bătălia de la Midway (Midway), regia Jack Smight

| An   | Titlu                               | Rol                          | Note        |
| ---- | ----------------------------------- | ---------------------------- | ----------- |
| 1970 | Myra Breckinridge                   | Stud                         |             |
| 1972 | Daughters of Satan                  | James Robertson              |             |
| 1973 | Terminal Island                     | Dr. Milford                  |             |
| 1976 | Bătălia de la Midway                | Aide to Capt. Cyril Simard   |             |
| 1977 | The Washington Affair               | Jim Hawley                   |             |
| 1978 | Coma                                | Sean Murphy                  |             |
| 1978 | Superdome                           | Jim McCauley                 |             |
| 1978 | The Gypsy Warriors                  | Captain Theodore Brinkenhoff |             |
| 1979 | Concrete Cowboys                    | Will Eubanks                 |             |
| 1982 | Divorce Wars: A Love Story          | Jack Sturgess                | -1982       |
| 1982 | The Shadow Riders                   | Mac Tavern                   | -1982       |
| 1983 | High Road to China                  | Patrick O' Malley            |             |
| 1984 | Lassiter                            | Nick Lassiter                |             |
| 1984 | Runaway                             | Sgt. Jack R. Ramsay          |             |
| 1987 | Three Men and a Baby                | Peter Mitchell               |             |
| 1989 | Her Alibi                           | Phil Blackwood               |             |
| 1989 | An Innocent Man                     | Jimmie Rainwood              |             |
| 1990 | Quigley Down Under                  | Matthew Quigley              |             |
| 1990 | Three Men and a Little Lady         | Peter Mitchell               |             |
| 1992 | Folks!                              | Jon Aldrich                  |             |
| 1992 | Christopher Columbus: The Discovery | King Ferdinand V             |             |
| 1992 | Mr. Baseball                        | Jack Elliot                  |             |
| 1995 | Open Season                         | Rock Maninoff                |             |
| 1996 | Kids for Character: Choices Count   | Rolul său                    | Gazdă       |
| 1996 | The Magic of Flight                 | Narator                      | Documentar  |
| 1997 | In & Out                            | Peter Malloy                 |             |
| 1999 | The Love Letter                     | George Matthias              |             |
| 2007 | Meet the Robinsons                  | Cornelius Robinson           | Rol de voce |
| 2008 | Meet Dave                           | John Morrison                | nemenționat |
| 2010 | Killers                             | Mr. Kornfeldt                |             |

## Legături externe
- Tom Selleck la Internet Movie Database
- en Tom Selleck la Internet Broadway Database
- Tom Selleck la Emmys.com
- Apariții pe C-SPAN